# Stará Červená Voda
Stará Červená Voda (en allemand : Alt Rothwasser ; en polonais : Stara Czerwona Woda, signifiant tous « vieille eau rouge ») est une commune du district de Jeseník, dans la région d'Olomouc, en République tchèque. Sa population s'élevait à 624 habitants en 2020.

## Géographie
Stará Červená Voda se trouve à la frontière polonaise, à 12 km au nord de Jeseník, à 82 km au nord d'Olomouc, à 95 km au nord-ouest d'Ostrava et à 199 km à l'est-nord-est de Prague.
La commune est limitée par Vidnava au nord, par la Pologne, Velké Kunětice et Supíkovice à l'est, par Česká Ves au sud, et par Vápenná, Černá Voda et Velká Kraš à l'ouest.

## Histoire
La première mention écrite de la localité date de 1291.